# Oleh Blojín
Oleh Volodímirovich Blojín (en ucraniano: Олег Володимирович Блохін; en ruso: Олег Владимирович Блохин), también conocido como Oleg Blojín u Oleg Blokhin (Kiev, 5 de noviembre de 1952), es un exfutbolista y entrenador ucraniano.
Desde la posición de extremo izquierdo, destacó en su carrera deportiva por la definición, la técnica y la velocidad. Llegó al Dinamo de Kiev con 10 años, debutó en 1969 y fue progresando en las categorías inferiores hasta que en 1972 fue ascendido al primer equipo. A lo largo de las 17 temporadas que permaneció en Kiev se convirtió en el máximo anotador de la entidad, con 266 goles en 582 partidos oficiales. Además ganó siete Ligas de la URSS, cinco Copas soviéticas, dos Recopas de Europa (1975 y 1986) y la Supercopa de Europa de 1975. No salió del país hasta 1988 cuando, ya en sus últimos años de trayectoria, probó suerte en el SK Vorwärts Steyr de Austria y en el Aris Limasol de Chipre. Se retiró en junio de 1990, a los 38 años.
Es el jugador que más veces ha sido convocado por la selección de la Unión Soviética, con 112 internacionalidades, y también su máximo goleador (42 tantos).
Debutó como entrenador en la temporada 1990-91 al frente del Olympiacos y desde entonces pasó 12 años en distintos equipos de la Superliga de Grecia. En 2003 se convirtió en el seleccionador de Ucrania y les llevó a la primera clasificación para un evento intercontinental desde su independencia, la Copa Mundial de Fútbol de 2006. Ya en el torneo, los ucranianos llegaron hasta cuartos de final. Tuvo una segunda etapa para preparar la Eurocopa 2012, pero en esta ocasión el país no pasó de la fase de grupos. Su último club ha sido el Dinamo de Kiev, en el que estuvo desde 2012 hasta 2014.
Ha sido galardonado con el Balón de Oro en 1975. Fue el primer futbolista ucraniano en conseguirlo, y el segundo soviético después de Lev Yashin (1963).
Además, ha sido «Futbolista del año en la Unión Soviética» tres años seguidos (1973, 1974 y 1975) y «Futbolista Ucraniano del Año» en nueve ocasiones, siete de ellas consecutivas (1972-1978 y 1980-1981).

## Trayectoria

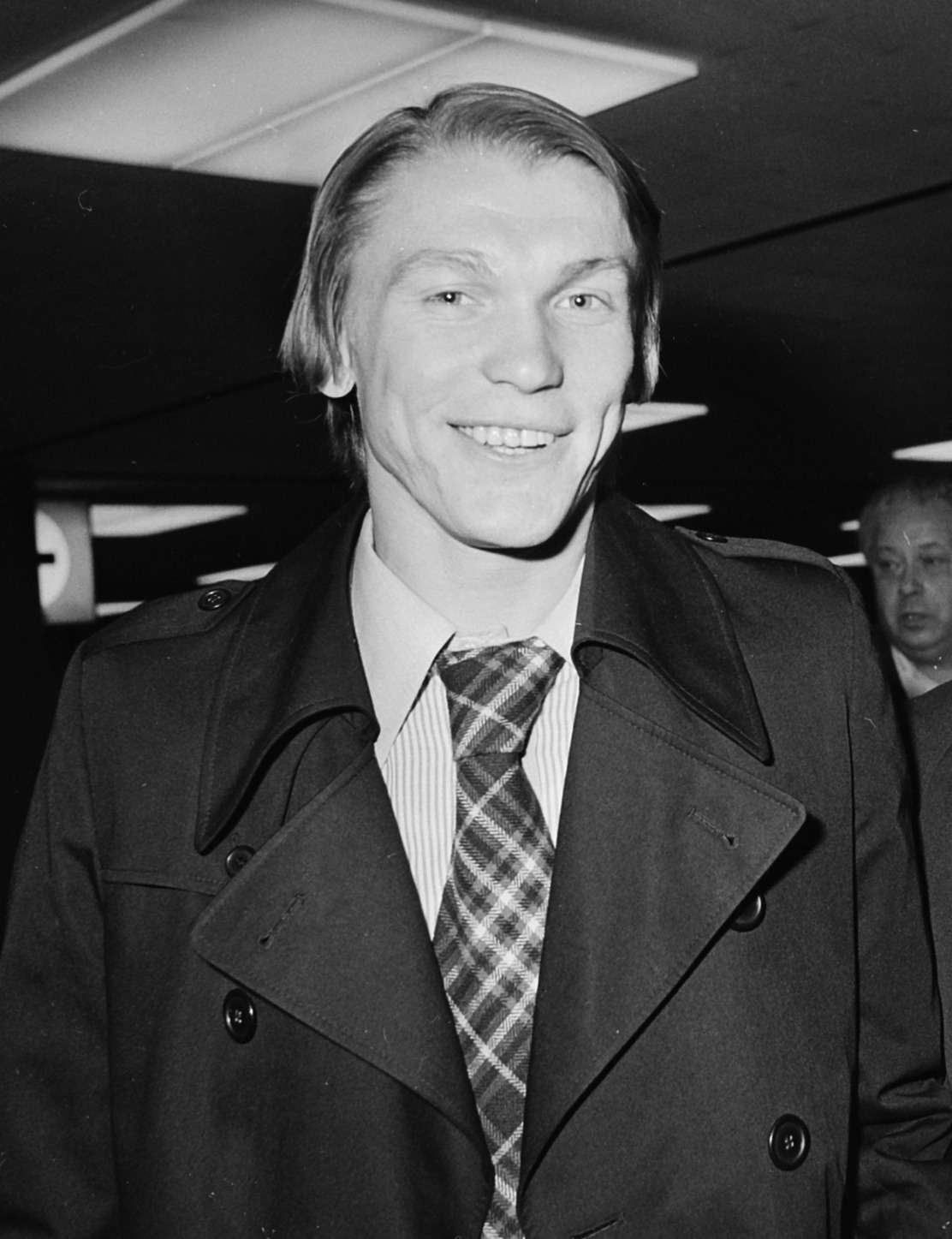
Oleh Blojín en 1977.

Oleh Blojín nació en Kiev, RSS de Ucrania (en aquella época, parte de la Unión Soviética) el 5 de noviembre de 1952, con ascendencia ucraniana por parte materna y rusa por la paterna. Su madre era la atleta Ekaterina Adamenko, campeona soviética en 80 metros vallas y especialista en pruebas combinadas, mientras que su padre era entrenador de fútbol. Al final se decantó por el balompié y con 10 años ingresó en las categorías inferiores del Dinamo de Kiev, el club más importante de Ucrania.
En los juveniles destacó como un delantero dotado de gran técnica y velocidad. Cuando tenía 17 años debutó con el primer equipo en 1969, aunque sus apariciones en aquella época eran anecdóticas. No fue hasta la temporada de 1972 cuando se hizo un hueco en el once titular con 14 goles en 27 partidos. Entre 1972 y 1975 fue el máximo goleador de Primera División, ampliando cada vez su registro. Bajo las órdenes de Valeri Lobanovsky, el Dinamo ganó dos Ligas consecutivas (1974 y 1975), una Copa de la URSS (1974) y se proclamó campeón de la Recopa de Europa 1974-75. En la final frente al Ferencvaros, que se saldó con victoria por 3:0, Blojín tuvo una actuación destacada como autor de uno de los tantos. Meses después, en la Supercopa de Europa de 1975 ante el Bayern Múnich, ratificó su buen estado de forma al marcar los tres goles de la eliminatoria (0:1 en la ida y 2:0 en la vuelta). El defensa Georg Schwarzenbeck declaró: «nunca he jugado contra un delantero tan fuerte en todas las facetas».
Con 23 años, Blojin ganó el Balón de Oro 1975 a gran distancia del finalista, Franz Beckenbauer. Fue el segundo soviético en lograrlo tras Lev Yashin (1963).
Los periodistas de la época le comparaban con Johan Cruyff porque su estilo de juego era muy parecido: ambos destacaban por la profundidad y por la rapidez, cualidades que Oleh aprovechaba para engañar a sus marcadores. Varios clubes de Europa Occidental quisieron contratarlo, pero la Unión Soviética no permitía que los futbolistas menores de 29 años abandonasen el país. Por esta razón se quedó en el Dinamo de Kiev, donde ganó otras tres Ligas (1977, 1980 y 1981) y dos Copas (1978 y 1982). Quien estuvo más cerca de ficharle fue el Real Madrid: en 1981 ya había cumplido 29 años y se negoció una cesión temporal. Sin embargo, el Comité del Estado para el Deporte no la autorizó porque era hombre clave de cara al Mundial de Fútbol, así que los españoles retiraron la oferta. El Bayern Múnich también quiso llevárselo.
A finales de la década de 1980, ganó con el Dinamo de Kiev dos nuevas Ligas (1985 y 1986), dos Copas (1985 y 1987). El equipo de Lobanovski destacaba por su exhaustiva preparación de los partidos y por contar en sus filas con Aleksandr Zavárov, Igor Belánov y Vasiliy Rats, a los que un ya veterano Blojin lideraba dentro del campo. A nivel internacional ganó la segunda Recopa de Europa en su edición de 1985-86, tras vencer en la final al Atlético de Madrid por 3:0 en Lyon.
Cuando Blojín tenía 35 años, ya en sus últimos años de carrera profesional, pudo negociar con otros clubes de Europa gracias a la perestroika. En enero de 1988 fue uno de los primeros futbolistas a los que se permitió irse de la Unión Soviética, hacia el modesto SK Vorwärts Steyr de la Segunda División de Austria. Durante el año y medio que permaneció allí, logró el ascenso a la Bundesliga en la campaña 1987-88 y fue titular indiscutible. En la temporada 1989-90 se marchó al Aris Limasol de Chipre, donde tuvo un papel destacado pese a la edad. Cuando la liga ya había terminado, el ucraniano confirmó la retirada a los 38 años.
La suma de toda la carrera de Oleh Blojín da un total de 283 goles en 652 partidos oficiales, que le han convertido en el máximo goleador de la historia de la Unión Soviética.

## Selección nacional
Oleh Blojín es el futbolista que más veces ha sido convocado por la selección de la Unión Soviética (112 partidos) y también es el que más goles ha marcado (42).
Debutó el 16 de julio de 1972 en un amistoso frente a Finlandia en Vaasa, en el que además anotó el gol del empate. Días después formó parte de la selección que ganó la medalla de bronce en los Juegos Olímpicos de Múnich 1972. Durante ese torneo logró su primer hat trick el 1 de septiembre contra México. A raíz de su buena marcha con el Dinamo de Kiev, siguieron llamándole y pudo labrarse así un nombre en el extranjero. Volvió a ganar la medalla de bronce en los Juegos Olímpicos de Montreal 1976.
En la clasificatoria para el Mundial de 1978 sufrió una decepción personal: vistió el brazalete de capitán por primera vez en la victoria el 24 de abril de 1977 sobre Grecia, pero dejó de portarlo luego de dos derrotas contra Hungría y los helenos, un mes después.
El primer evento internacional que disputó fue la Copa Mundial de Fútbol de 1982 en España. En aquella época ya llevaba 78 internacionales, lo que le convertía en el miembro más veterano. La Unión Soviética perdió el primer encuentro frente a Brasil pero salió adelante gracias a los triunfos contra Nueva Zelanda (en el que marcó su único gol) y Escocia. Ya en la segunda ronda, no lograron clasificar a semifinales porque Polonia tuvo mejor diferencia de goles.
En la Copa Mundial de Fútbol de 1986 el desempeño de la URSS fue peor de lo esperado. Blojín jugó dos encuentros contra Francia y Canadá. En este último partido fue capitán e incluso marcó un gol. No obstante, el seleccionador Valeri Lobanovski le dejó en el banquillo para los octavos de final ante Bélgica. A pesar del hat trick de Íhor Belánov, los soviéticos perdieron por 3:4 y se quedaron fuera.
El último partido de Blojín con la camiseta roja fue una derrota por 1:0 contra Alemania Federal, en el Rheinstadion de Düsseldorf el 21 de septiembre de 1988.

## Carrera de entrenador

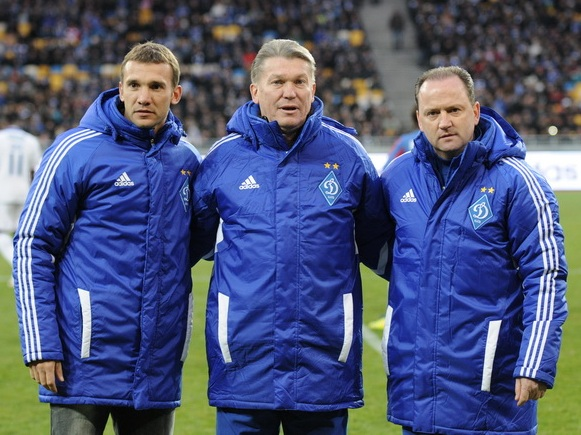
Oleh Blojín, junto con Andriy Shevchenko (izquierda) e Igor Belánov (derecha), en un homenaje del Dinamo de Kiev en marzo de 2012.

Blojín se estableció en Grecia durante 12 años, en los que entrenó a distintos clubes de la Superliga. A comienzos de la temporada 1990-91 fue contratado por el Olympiakos, uno de los tres grandes del fútbol heleno. Para reforzar la plantilla, fichó a sus excompañeros Oleh Protásov, Yuri Savichev y Guennadi Litóvchenko, valiéndose de la apertura de Europa del Este hacia las ligas extranjeras. En los tres años que permaneció allí solo ganó la Copa de Grecia de 1992. Finalmente, fue cesado en enero de 1993 coincidiendo con una etapa de crisis institucional interna. Al mes siguiente fichó por el PAOK de Salónica, i siguió allí hasta febrero de 1994.
A comienzos de la edición 1994-95 tuvo el encargo de dirigir al Ionikos Nikaias, recién ascendido a la máxima categoría, con el encargo de mantenerlo en la máxima categoría. El proyecto a largo plazo funcionó, y durante las tres temporadas que estuvo allí consiguió que el plantel luchara incluso por jugar competiciones europeas. Regresó al PAOK de Salónica en 1998, pero solo duró un mes. En noviembre del mismo año recaló en el AEK de Atenas con un contrato para lo que restaba de curso, y en junio de 1999 volvió al Ionikos, en el que se quedó hasta enero de 2002.
En septiembre de 2003 tomó las riendas de la selección de Ucrania con el objetivo de pasar la fase de clasificación para la Copa Mundial de Fútbol de 2006. Desde su independencia en 1991, el país no había conseguido meterse en la fase final de ningún torneo internacional. Para lograrlo, Blojín cambió por completo el método de trabajo, inspirándose en el sistema del Dinamo de Kiev de la década de 1980, y sacó provecho de una generación de futbolistas liderada por Andriy Shevchenko, Serhiy Rebrov y Andriy Voronin. Ya en el Mundial, pese a perder en el debut frente a España por 4:0, los Zbirna fueron de menos a más: clasificaron para octavos de final, superaron a Suiza en los penaltis y fueron eliminados en cuartos de final por Italia (0:3), la eventual campeona. Esta ha sido la mejor actuación de Ucrania en una Copa Mundial hasta la fecha. Blojin permaneció en el cargo hasta diciembre de 2007 para marcharse al FC Moscú durante la temporada 2008.
Blojin volvió a dirigir a Ucrania en 2011 con el objetivo de preparar la Eurocopa 2012, organizada conjuntamente por su país y por Polonia. No pasó de la fase de grupos: ganó a Suecia en el primer partido, pero después fue derrotado por Francia e Inglaterra.
En septiembre de 2012 fichó por el Dinamo de Kiev con el objetivo de que volviese a ser campeón del fútbol ucraniano, dominado en los últimos años por el FK Shajtar Donetsk. Suponía el regreso de Blojín a la entidad desde su marcha en 1988. Sin embargo, el equipo no mejoró sus resultados en la Liga Premier de Ucrania y llegó a terminar en tercera posición, el peor puesto de su historia desde la independencia. En abril de 2014, cuando el club iba cuarto en el torneo doméstico y un día después de perder el Derbi de Ucrania, el presidente Ihor Surkis anunció su despido inmediato.

## Estadísticas como jugador

### Clubes
| Club              | País            | Año         | Partidos | Goles |
| Dinamo de Kiev    | Unión Soviética | 1969 - 1988 | 582      | 266   |
| SK Vorwärts Steyr | Austria         | 1988 - 1989 | 42       | 10    |
| Aris Limasol      | Chipre          | 1989 - 1990 | 28       | 7     |

### Selección
| Absoluta Unión Soviética |                             |     |    |
| 1972 | 9                           | 8   |    |
| 1973 | 10                          | 1   |    |
| 1974 | 3                           | 0   |    |
| 1975 | 7                           | 2   |    |
| 1976 | 12                          | 4   |    |
| 1977 | 10                          | 4   |    |
| 1978 | 10                          | 6   |    |
| 1979 | 5                           | 1   |    |
| 1980 | 2                           | 1   |    |
| 1981 | 6                           | 5   |    |
| 1982 | 9                           | 2   |    |
| 1983 | 9                           | 5   |    |
| 1984 | 3                           | 1   |    |
| 1985 | 4                           | 0   |    |
| 1986 | 11                          | 2   |    |
| 1987 | 1                           | 0   |    |
| 1988 | 1                           | 0   |    |
| Total en la Unión Soviética | Total en la Unión Soviética | 112 | 42 |
| (1) Incluye datos de las fases de clasificación para los campeonatos de Europa. (2) Incluye datos de las fases de clasificación para los campeonatos del Mundo. |                             |     |    |

#### Participaciones en fases finales
| Competición              | Categoría       | Sede             | Resultado         | Partidos | Goles |
| ------------------------ | --------------- | ---------------- | ----------------- | -------- | ----- |
| Juegos Olímpicos de 1972 | Olímpico (URSS) | Alemania Federal | Medalla de bronce | 6        | 6     |
| Juegos Olímpicos de 1976 | Olímpico (URSS) | Canadá           | Medalla de bronce | 5        | 1     |
| Copa Mundial de 1982     | Absoluta        | España           | Segunda fase      | 5        | 1     |
| Copa Mundial de 1986     | Absoluta        | México           | Octavos de final  | 2        | 1     |
| Total en fases finales   | –               | –                | -                 | 18       | 9     |

## Estadísticas como entrenador
| Club                 | País    | Año         |
| -------------------- | ------- | ----------- |
| Olympiacos F. C.     | Grecia  | 1990 - 1993 |
| PAOK de Salónica     | Grecia  | 1993 - 1994 |
| Ionikos F. C.        | Grecia  | 1994 - 1997 |
| PAOK de Salónica     | Grecia  | 1997 - 1998 |
| AEK de Atenas        | Grecia  | 1998 - 1999 |
| Ionikos F. C.        | Grecia  | 1999 - 2002 |
| Selección de Ucrania | Ucrania | 2003 - 2007 |
| F. C. Moscú          | Rusia   | 2007 - 2008 |
| Selección de Ucrania | Ucrania | 2011 - 2012 |
| Dinamo de Kiev       | Ucrania | 2012 - 2014 |

## Palmarés

### Como jugador

#### Campeonatos nacionales
| Título           | Club           | País            | Año  |
| ---------------- | -------------- | --------------- | ---- |
| Primera División | Dinamo de Kiev | Unión Soviética | 1974 |
| Copa             | Dinamo de Kiev | Unión Soviética | 1974 |
| Primera División | Dinamo de Kiev | Unión Soviética | 1975 |
| Primera División | Dinamo de Kiev | Unión Soviética | 1977 |
| Copa             | Dinamo de Kiev | Unión Soviética | 1978 |
| Primera División | Dinamo de Kiev | Unión Soviética | 1980 |
| Supercopa        | Dinamo de Kiev | Unión Soviética | 1980 |
| Primera División | Dinamo de Kiev | Unión Soviética | 1981 |
| Copa             | Dinamo de Kiev | Unión Soviética | 1982 |
| Primera División | Dinamo de Kiev | Unión Soviética | 1985 |
| Copa             | Dinamo de Kiev | Unión Soviética | 1985 |
| Supercopa        | Dinamo de Kiev | Unión Soviética | 1985 |
| Primera División | Dinamo de Kiev | Unión Soviética | 1986 |
| Supercopa        | Dinamo de Kiev | Unión Soviética | 1986 |
| Copa             | Dinamo de Kiev | Unión Soviética | 1987 |

#### Campeonatos internacionales
| Título              | Club*           | Sede     | Año  |
| ------------------- | --------------- | -------- | ---- |
| Bronce en los JJOO  | Unión Soviética | Múnich   | 1972 |
| Recopa de Europa    | FC Dynamo Kiev  | Basilea  | 1975 |
| Supercopa de Europa | FC Dynamo Kiev  | Kiev     | 1975 |
| Bronce en los JJOO  | Unión Soviética | Montreal | 1976 |
| Recopa de Europa    | FC Dynamo Kiev  | Lyon     | 1986 |

(*) Incluyendo la selección

### Como entrenador

#### Campeonatos nacionales
| Título         | Club             | País   | Año  |
| -------------- | ---------------- | ------ | ---- |
| Copa de Grecia | Olympiacos F. C. | Grecia | 1992 |

## Distinciones individuales
| Distinción                                 | Año  |
| ------------------------------------------ | ---- |
| Futbolista del año en la Unión Soviética   | 1973 |
| Futbolista del año en la Unión Soviética   | 1974 |
| Futbolista del año en la Unión Soviética   | 1975 |
| Balón de Oro                               | 1975 |
| Maestro Distinguido del Deporte de la URSS | 1975 |